# KAYO-ENKA今週のベスト30
KAYO－ENKA今週のベスト30（かようえんか　こんしゅうのべすとさんじゅう）は、ミュージックバードが制作し全国のコミュニティ放送局 で放送されている番組。

## 概要
1位から30位までの、歌謡曲・演歌の最新ヒット曲を放送する。トークパートはない。

## 放送時間
毎週土曜日 13:00-15:30（ミュージックバード110ch　演歌／歌謡曲チャンネル）
再放送　毎週日曜日16:00-18:30（ミュージックバード110ch　演歌／歌謡曲チャンネル）

## ネット局
・エフエム椿台(秋田県秋田市)　FM79.6MHz
毎週土曜日 13:00-15:30
毎週日曜日 16:00-18:30（再放送）
・エフエム奥州(岩手県奥州市)　FM77.8MHz
毎週日曜日 16:00-18:30